# Laura Peel
Laura Peel (Camberra, 29 de septiembre de 1989) es una deportista australiana que compite en esquí acrobático, especialista en la prueba de salto aéreo.
Ganó dos medallas de oro en el Campeonato Mundial de Esquí Acrobático, en los años 2015 y 2021. Participó en dos Juegos Olímpicos de Invierno, ocupando el quinto lugar en Pyeongchang 2018 y el séptimo en Sochi 2014.

## Medallero internacional
| Campeonato Mundial | Campeonato Mundial    | Campeonato Mundial | Campeonato Mundial |
| Año                | Lugar                 | Medalla            | Competición        |
| ------------------ | --------------------- | ------------------ | ------------------ |
| 2015               | Kreischberg (Austria) | Medalla de oro     | Salto aéreo        |
| 2021               | Almaty (Kazajistán)   | Medalla de oro     | Salto aéreo        |